# 高沢皓司
高沢 皓司（たかざわ こうじ、1947年6月5日 - 2022年7月6日）は、日本のジャーナリスト。

## 略歴
大阪府生まれ。関東学院大学在学中、全共闘運動に参加。その後、記者、編集者を経てフリージャーナリストとなる。
1990年以降北朝鮮を数度訪問し、よど号グループへの取材を行う。高沢皓司は、「よど号」関係者から、ヨーロッパで10人以上の日本人を拉致したと聞いている。よど号グループとは有本恵子をはじめとする拉致との関わりについて真相を求め、田宮高麿らとも激論を交わした。「彼らをすぐに日本に返すべきだ」と主張する高沢に対し、田宮は「難しい問題だが、努力する」と答えている。田宮が1995年11月に急死すると、当局は心臓麻痺と発表したが、前日まで元気だったことが伝えられたことから、高沢は田宮の死に不審を抱いている。また「田宮が死んだことで北朝鮮とのパイプが切れてしまった」と悔やんだという。
1999年『宿命』で講談社ノンフィクション賞受賞。そのほか、中国やカンボジアへも取材に赴く。拉致被害者家族の集会等で講演を行なっていた。
2022年7月6日、誤嚥性肺炎のため死去。75歳没。
著書の『宿命』については評価が高い本だが、本に掲載されている拉致被害者家族の中には「取材も受けていないのに中身を信用しろと言うほうが無理」という言葉もある。

## 高沢文庫
ハワイ大学マノア校に蔵書を寄付しており、現在は高沢文庫として研究用に公開されている。

## 著書
- 『沖縄・旅の時間 南風吹く島へ』 (シバシン選書)凱風社 1981
- 『兵士たちの闇』マルジュ社、1982年6月。ISBN 978-4896160147。NDLJP:12122653。
- 『生きいそぎの青春』講談社、1984年4月。ISBN 978-4062011129。NDLJP:12257305。
- 『沖縄・琉球弧への旅』 (シリーズ旅の本）社会評論社 1987 ISBN 978-4784509010
- 『カンボジア、いま クメール・ルージュと内戦の大地』写真と文 新泉社 1993 ISBN 978-4787793096
- 『東京・北京・平壌 全共闘経験を考える』新泉社 1994 ISBN 978-4787794086
- 『写真報告・素顔の北朝鮮』写真・文 現代書館 1994 ISBN 978-4768466490
- 『さらば「よど号」! 25年の軌跡』批評社 1996 ISBN 978-4826502108
- 『歴史としての新左翼』新泉社 1996 ISBN 978-4787796202
- 『宿命 「よど号」亡命者たちの秘密工作』新潮社 1998 ISBN 978-4104254019 、新潮文庫 2000 ISBN 978-4101355313

### 共編著
- 『新左翼二十年史 叛乱の軌跡』高木正幸、蔵田計成共著 新泉社 1981
- 『フレームアップ 土田・日石・ピース缶事件の真相』編 新泉社 1983
- 『全共闘グラフィティ』文と編 新泉社 1984 ISBN 978-4787790064
- 『資料連合赤軍問題 1』編 新泉社 1984
- 『新左翼理論全史 1957-1975』蔵田計成共編 新泉社 1984
- 『マスコミ職業now マスコミ世界の全ガイド』高沢皓司 [ほか]共編. 凱風社 1985
- 『出版社now 出版社の全プロフィール』内野祐共編 凱風社 1985
- 『封建社会主義と現代 塩見孝也獄中論文集』塩見孝也救援会共編 新泉社 1988 ISBN 978-4787788139
- 『ブント(共産主義者同盟)の思想』全7巻 編 批評社 1990-99 ISBN 978-4826501347
- 川島豪, 塩見孝也『いま語っておくべきこと 現代資本主義論と社会主義論 革命的左翼運動の総括 対談』編. 新泉社 1990
- 『慟哭の民 1994年夏・ピョンヤン』小川淳共編著 現代書館 1994 ISBN  978-4768466520
- 『朝鮮民主主義人民共和国 「よど号」グループによる朝鮮レポート』山中幸男共編 (三一新書) 三一書房 1994 ISBN 978-4380940217
- 『女たちのピョンヤン 「よど号」グループの妻たち』編 (三一新書) 三一書房 1995 ISBN 978-4380950018
- 『祖国と民族を語る 田宮高麿ロングインタビュー』批評社 1996 ISBN 978-4826501989
- 『ブント(共産主義者同盟)の思想 別巻 (戦後史の証言・ブント)』島成郎監修, 編. 批評社 1999